# Shagya-arabier

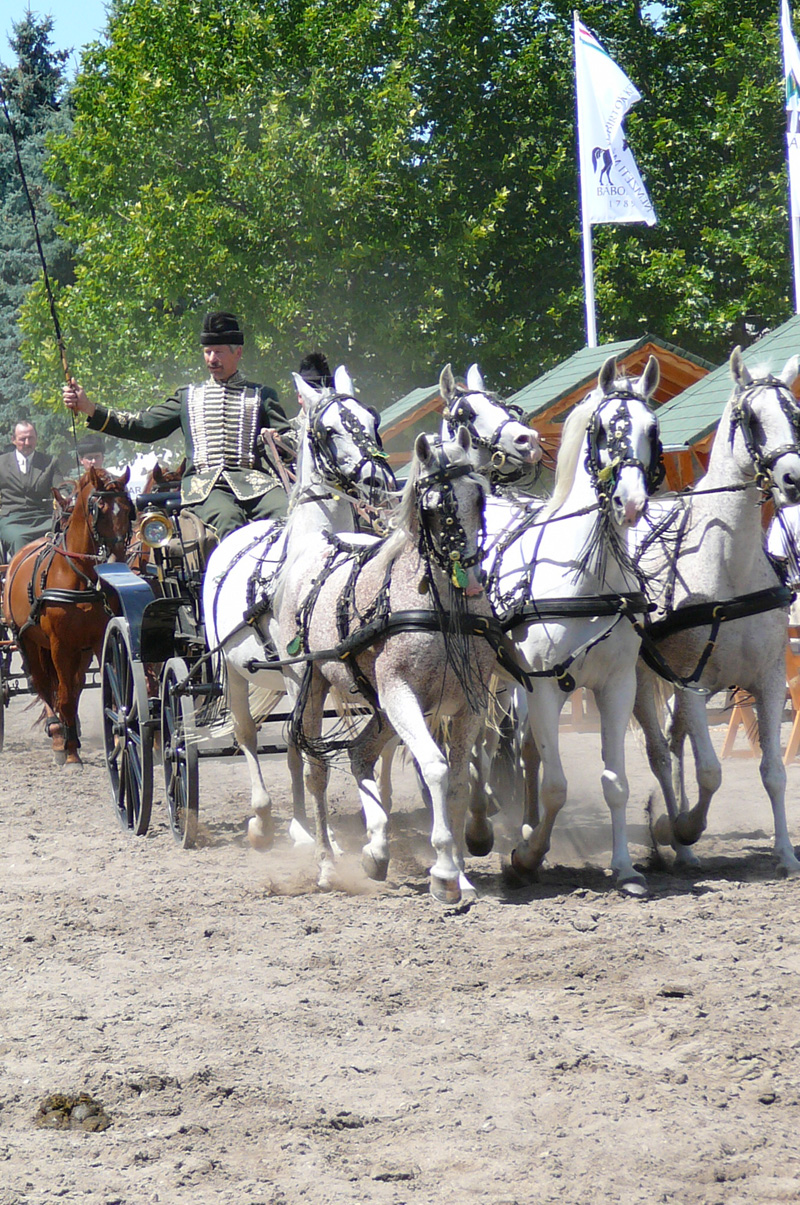
Hongaars vijfspan

De shagya-arabier is een paardenras dat is ontstaan tijdens de Donaumonarchie gedurende de 19e eeuw, waarbij men gebruik maakte van hengsten uit Bábolna, Mezohegyes, Radautz, Piber en Topolcianky. Vandaag de dag wordt dit ras vooral gezien in Tsjechië, Roemenië, Oostenrijk, Polen, Duitsland, Hongarije en het voormalig Joegoslavië maar de dieren werden ook verscheept naar andere delen van de wereld waar er volop mee wordt gefokt. Een raszuivere shagya-arabier heeft een bloedlijn die men terug kan vinden in de stamboeken van Radautz, Bábolna en Topolcianky. Sommige paardenliefhebbers vinden dat de shagya-arabier een subtype is van de arabier, anderen vinden het een anglo-arabier of een half-arabier.

## Geschiedenis
Een van de grote eerste hengsten die gebruikt werd was Shagya, een grijze arabier (of, zoals sommige zeggen, half-arabier) met voorouders die lijnen hadden met de Kehilan en Siglavy. In 1810 geboren in Syrië, met een schofthoogte van 159 cm, was hij groter dan de gewone arabier van die tijd. Hij werd vooral gebruikt voor kruisingen in Bábolna, hij had een paar kruisingen met raszuivere oftewel originele Arabische merries, hierdoor heeft hij dus geen officiële nakomelingen. Veel Arabische hengsten die in Bábolna staan en op andere stoeterijen waren gekruist met merries die al een grote invloed gehad hadden van de lange Turkse bezetting in Oost-Europa. Er werden ook Engelse volbloeden en Lipizzaners gebruikt. Welke hengst er ook gebruikt werd, er werd nauwkeurig in het stamboek bijgehouden wie hij gedekt had.
Eerder werden deze vroegere, maar niet-originele arabieren herkend aan de term Araberrasse ('Arabisch ras', implicerend dat ze van Arabische afkomst waren), maar na de Tweede Wereldoorlog werd dit veranderd in shagya door paardendeskundige Gramazky. Hij deed dit omdat hij ongerust was over het feit dat de niet raszuivere nakomelingen van shagya gekruist konden worden met de raszuivere arabieren die op dat moment ook in Hongarije gefokt werden. De naam shagya werd toen gekozen omdat hij in ongeveer elke bloedlijn naar voren kwam, maar ook vele andere bloedlijnen zijn belangrijk in het shagya-ras.

## Bloedlijnen
Hoewel shagya's bekendstaan als niet-originele arabieren, hebben ze wel hun eigen stamboek en hebben ze een speciale status bij de WAHO (World Arabian Horse Organization). In 1978 stelde de WAHO vast dat de zuiver gefokte shagya-arabieren naar het systeem van Bábolna en Topolcianky de boeken in mochten gaan als raszuivere shagya-arabieren. Degenen die aangesloten waren bij de WAHO mochten het embleem van de WAHO gebruiken. De WAHO maakte wel heel duidelijk dat het ging om paarden die onderling zuiver gefokt werden en dus niet verward mochten worden met raszuivere arabieren.

## Eigenschappen
De eigenschappen van de shagya zijn bijna hetzelfde als die van de originele arabier, met een hoog gedragen staart en geweldig uithoudingsvermogen. Echter door het kruisen met andere rassen is de shagya groter, minder fijn en heeft een zwaardere botstructuur dan de originele arabier. De moderne shagya is tussen de 152 en 162 cm hoog, terwijl het bij de originele arabier de standaard is om een hoogte te hebben tussen de 143 en 153 cm, maar er zijn paarden die er net onder of boven zitten. Binnen het ras ziet men als vachtkleur vaak schimmel, maar ook wel eens zwart, bruin of vos.

## Gebruik
Het paard wordt vooral gebruikt als rijpaard maar wordt ook gebruikt als tuigpaard. Het was een gehard cavaleriepaard en is nu een geliefd sportpaard in de takken dressuur, cross-country en endurance. De kampioen van het FEI Endurance-wereldkampioenschap was een shagya-ruin die gefokt was in Bábolna.

## Afbeeldingen

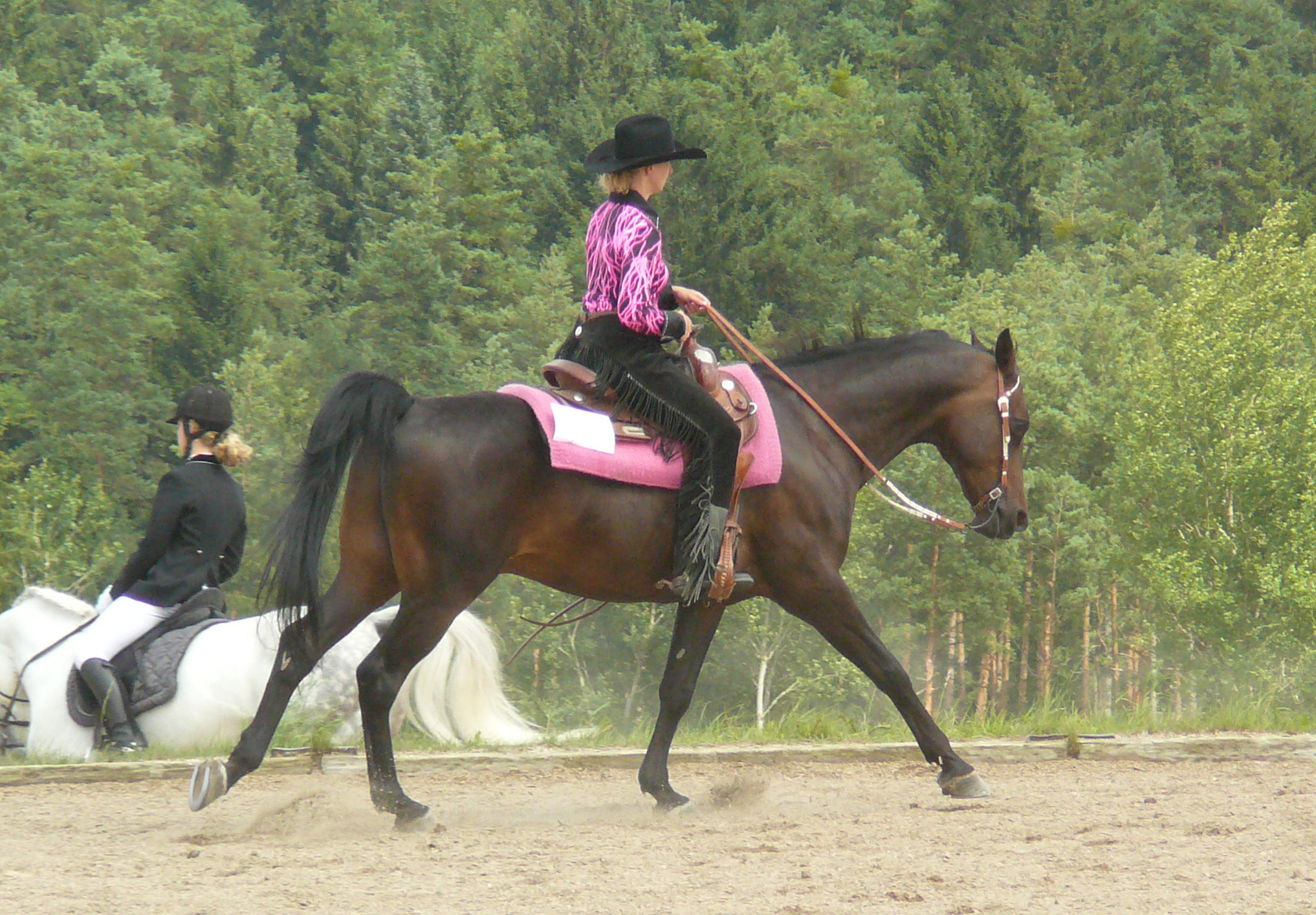
westernrijden
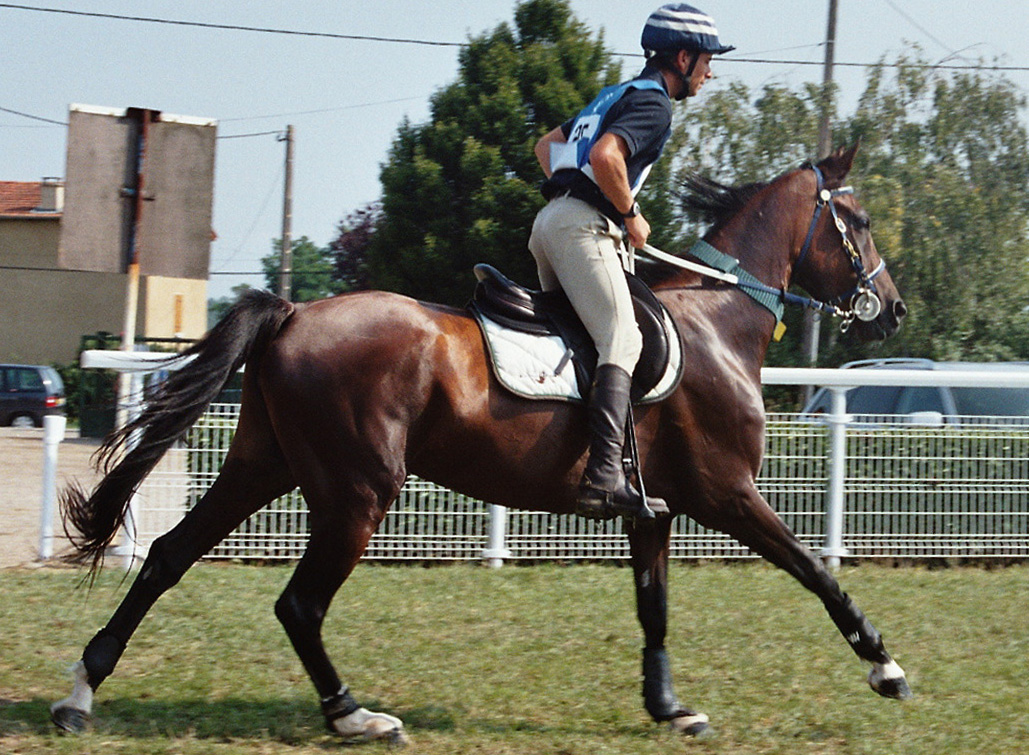
endurance
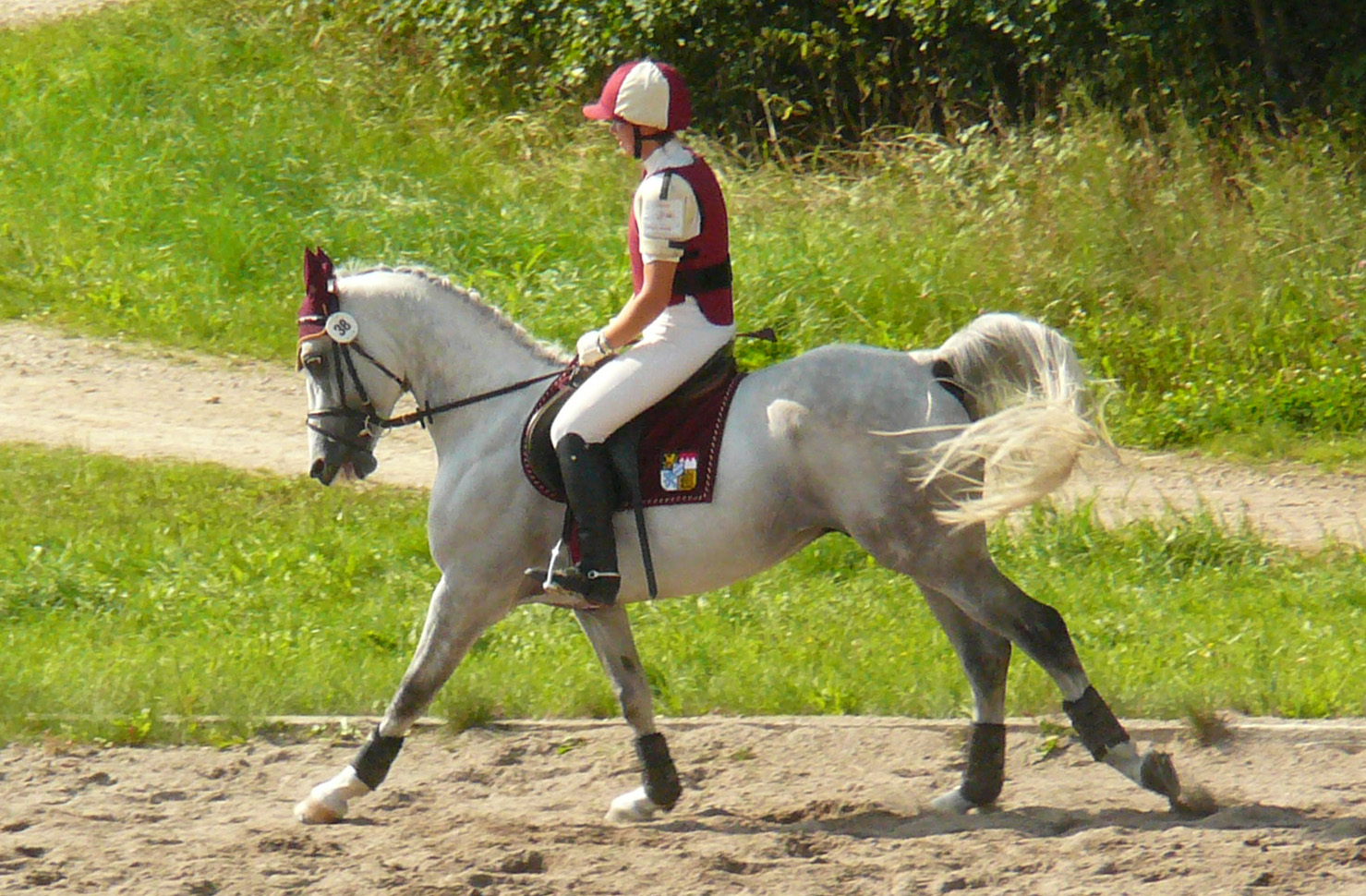
samengestelde wedstrijd
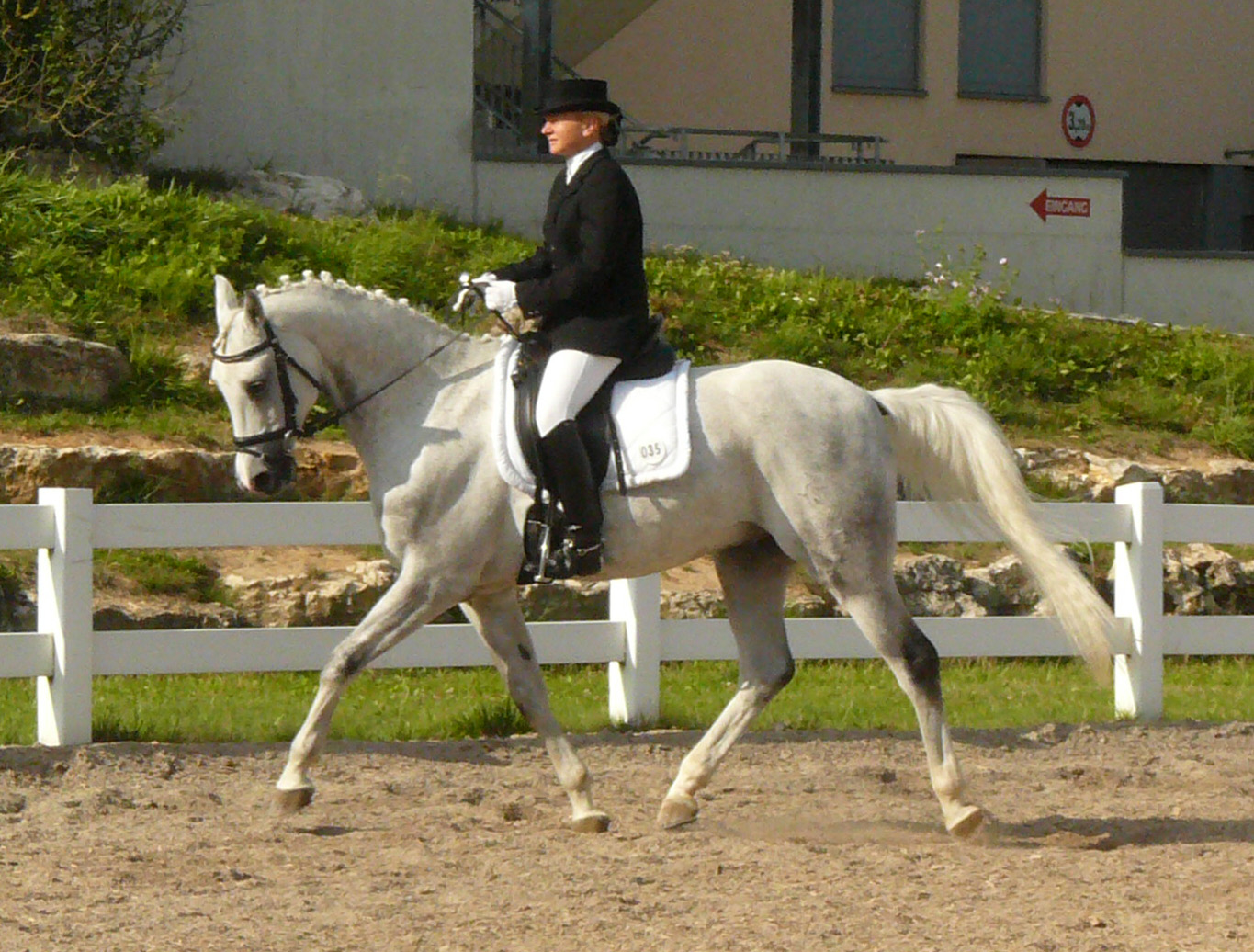
dressuur